# Greenfield (Indiana)
Greenfield es una ciudad ubicada en el condado de Hancock en el estado estadounidense de Indiana. En el Censo de 2010 tenía una población de 20.602 habitantes y una densidad poblacional de 628,17 personas por km².

## Geografía
Greenfield se encuentra ubicada en las coordenadas 39°47′36″N 85°46′21″O / 39.79333, -85.77250. Según la Oficina del Censo de los Estados Unidos, Greenfield tiene una superficie total de 32.8 km², de la cual 32.51 km² corresponden a tierra firme y (0.88%) 0.29 km² es agua.

## Demografía
Según el censo de 2010, había 20.602 personas residiendo en Greenfield. La densidad de población era de 628,17 hab./km². De los 20.602 habitantes, Greenfield estaba compuesto por el 96.64% blancos, el 0.59% eran afroamericanos, el 0.26% eran amerindios, el 0.84% eran asiáticos, el 0.02% eran isleños del Pacífico, el 0.37% eran de otras razas y el 1.28% pertenecían a dos o más razas. Del total de la población el 1.79% eran hispanos o latinos de cualquier raza.